# Breuillet (Essonne)
Breuillet é uma comuna francesa localizada a trinta e cinco quilômetros a sudoeste de Paris, no departamento de Essonne na região da Ilha de França.
Seus habitantes são chamados Breuilletois.

## Geografia

### Transportes
A comuna tem em seu território a estação de Breuillet - Bruyères-le-Châtel e a estação de Breuillet - Village atendidas pela linha C do RER. As linhas de ônibus atendidas pela rede de ônibus Ormont Transport ligam a comuna às comunas vizinhas: 68-100 entre Bruyères-le-Châtel e Ollainville, 68-01 entre Bruyères-le-Châtel, Égly e Arpajon, 68-02, a rede urbana municipal, 68-06 entre Saint-Sulpice-de-Favières e Saint-Yon, 68-08 entre Saint-Maurice-Montcouronne e Saint-Chéron.

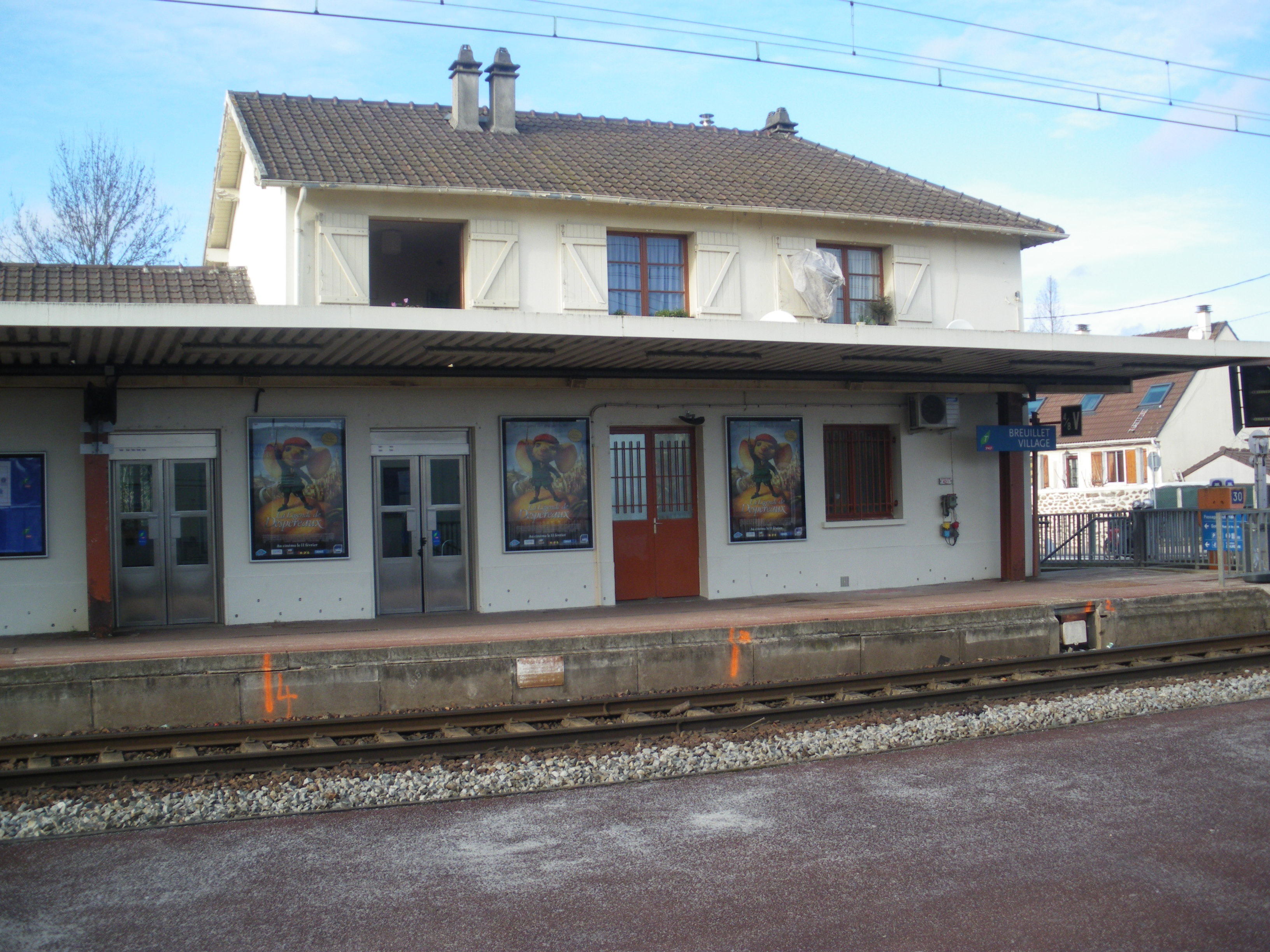
A estação de Breuillet - Village.
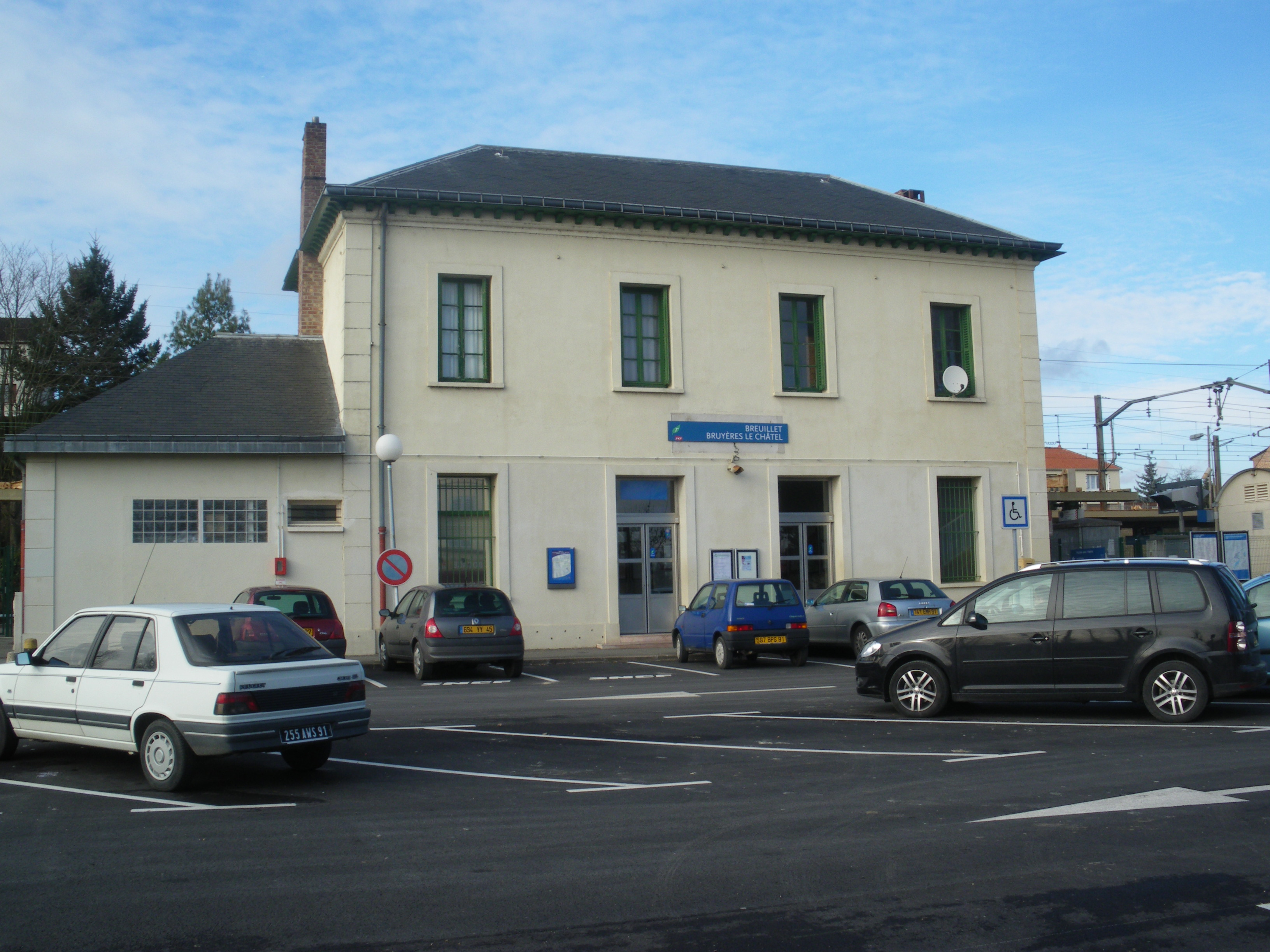
A estação de Breuillet - Bruyères-le-Châtel.

## Toponímia
Braioletum, Brouillet.
Breuillet é o diminutivo de Breux.
Derivada da palavra gaulesa brogi, a palavra do baixo latim brogilus tem o sentido de "pequeno bosque fechado".
A comuna foi criada com o seu nome atual em 1793.

## História
Antigo prebostado relevante ao castelo do Louvre reunido à Baronia de Saint-Yon, à terra de Breuillet foi dado ao Hôtel-Dieu de Paris, depois adquirida por Guillaume de Lamoignon, Senhor de Baville, primeiro presidente do Parlamento de Paris.

## Geminação
Breuillet desenvolveu associações de geminação com:
- Ammanford (Reino Unido), em inglês Ammanford, localizada a 567 km;[6]
- Breuillet, Charente-Maritime (França),[7] em francês Breuillet, localizada a 401 km.[8]

## Cultura e patrimônio

### Patrimônio ambiental
A comuna de Breuillet foi recompensada por uma flor no concurso das cidades e aldeias floridas. As margens do Orge, os bosques e os campos a oeste da comuna e a pedreira geológica do sul foram identificados ao título de espaços naturais sensíveis pelo Conselho geral de Essonne.

### Patrimônio arquitetônico
- O château du Chapitre, datando do século XVI, atualmente a prefeitura.
- O château du Colombier, datando do meio ou do final do XVIII, propriedade privada.
- O trabalho ao ar livre no parc du moulin.[11]

### Personalidades ligadas à comuna
- Max Marest (1929-2016), político, onde foi prefeito.